# Pseudotrochalus schubotzi
Pseudotrochalus schubotzi är en skalbaggsart som beskrevs av Hermann Julius Kolbe 1914. Pseudotrochalus schubotzi ingår i släktet Pseudotrochalus och familjen Melolonthidae. Inga underarter finns listade i Catalogue of Life.